# Milost (právo)
Milost je nevymahatelným a nezaslouženým odpuštěním trestu. Právem udělit milost zpravidla disponuje hlava státu (prezident, monarcha).

## V českém právu
Milost je institutem trestního práva, o kterém samostatně rozhoduje prezident republiky; k platnosti abolice však potřebuje spolupodpis předsedy vlády nebo jím pověřeného člena vlády, vláda je pak za ni odpovědná. Rozeznávají se tři formy udělení milosti:
- abolice – nařízení, aby se trestní stíhání nezahajovalo, a bylo-li zahájeno, aby se v něm nepokračovalo
- agraciace – odpuštění nebo zmírnění dosud nevykonaného trestu
- rehabilitace – zahlazení odsouzení

Prezident Václav Havel svým rozhodnutím ze dne 1. února 1994 přenesl svou pravomoc provádět řízení a zamítat některé méně významné bezdůvodné žádosti o milost na ministra spravedlnosti. Prezident Václav Klaus pak svým rozhodnutím ze dne 4. srpna 2003 toto rozhodnutí zrušil a řízení o žádostech o milost proto prováděla Kancelář prezidenta republiky. Prezident Miloš Zeman rozhodnutím ze dne 29. listopadu 2013 pravomoc provádět řízení a zamítat většinu žádostí o milost opět převedl na ministra spravedlnosti. Prezident Petr Pavel pak svým rozhodnutím ze dne 30. listopadu 2023, toto rozhodnutí zrušil a řízení o žádostech o milost znovu od 1. ledna 2024 provádí Kancelář prezidenta republiky.
| Prezident    | Období v úřadu | Počet udělených milostí | Zdroj |
| ------------ | -------------- | ----------------------- | ----- |
| Václav Havel | 1993-2003      | 860                     | [ 6 ] |
| Václav Klaus | 2003-2013      | 412                     | [ 7 ] |
| Miloš Zeman  | 2013-2023      | 26                      | [ 8 ] |
| Petr Pavel   | od 2023        | 17                      | [ 9 ] |

## V právu USA

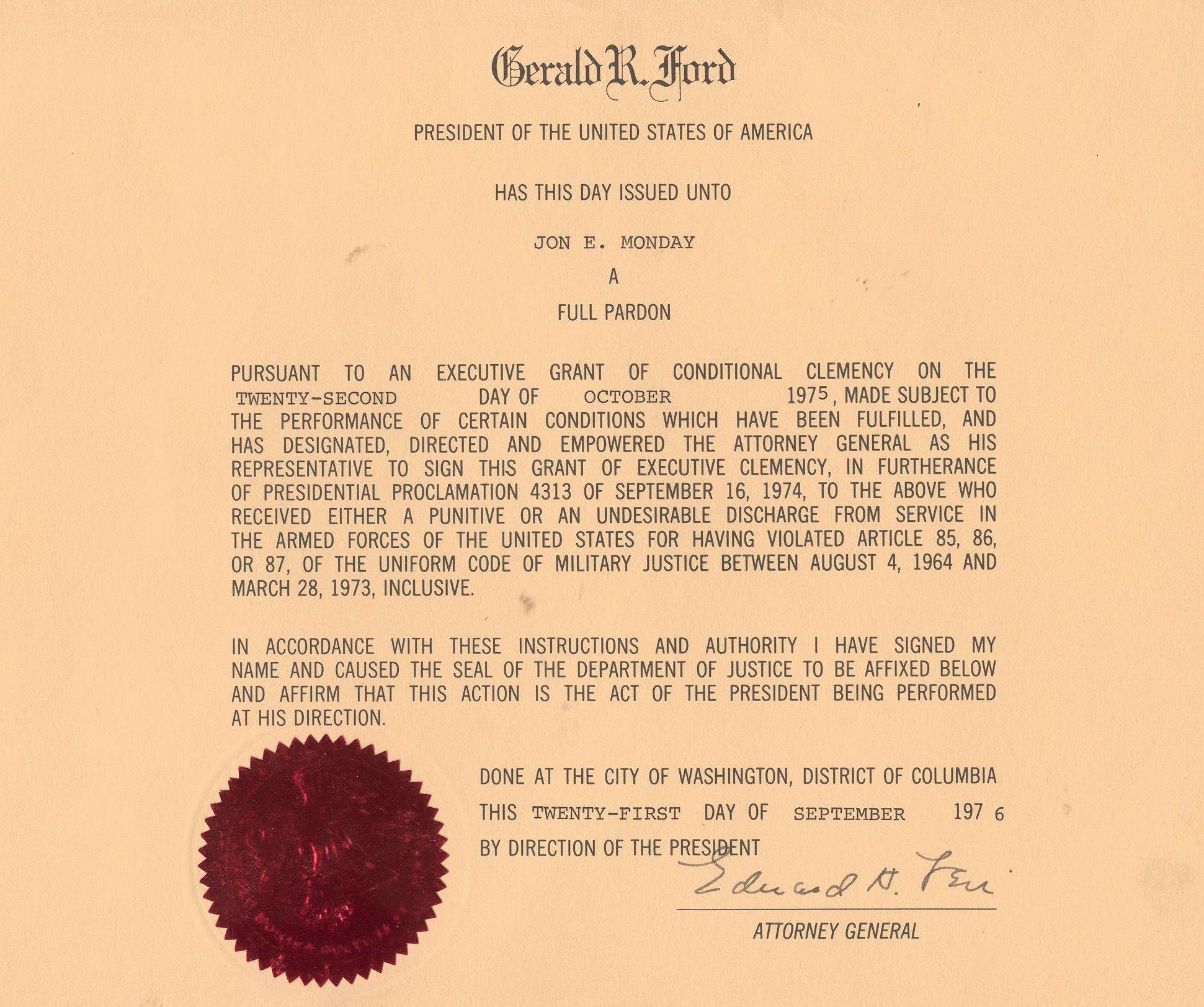
Milost prezidenta Forda z roku 1976

Ve Spojených státech amerických ústava ve svém druhém článku stanovuje, že prezident "má právo milosti a amnestie v případech provinění proti Spojeným státům s výjimkou velezrady." Nejvyšší soud USA interpretoval toto vyjádření tak, že zahrnuje pravomoc udělovat mnoho různých forem milost, včetně podmíněných prominutí a zmírnění trestu, prominutí pokuty, propadnutí věci a další trestní peněžité sankce, odklady a podobně. Žádosti o milost jsou obvykle postoupeny ke kontrole a nezávaznému doporučení Úřadu pro udělení milosti (anglicky Office of the Pardon Attorney) v rámci Ministerstva spravedlnosti Spojených států. Pravomoc se vztahuje pouze na odsouzení podle federálního práva. Guvernéři většiny států USA mají pravomoc udělovat milosti za trestné činy podle státního trestního práva.